# Saline di Carloforte
Le saline di Carloforte sono una zona umida situata in territorio di Carloforte, nell'isola di San Pietro, in Sardegna.

In base alla direttiva "Habitat" n. 92/43/CEE approvata nel 1992 dalla Commissione europea la totalità dell'isola, e conseguentemente le saline di Carloforte, viene dichiarata sito di interesse comunitario (ITB040027) e inserita nella rete Natura 2000 con l'intento di tutelarne la biodiversità, attraverso la conservazione dell'habitat, della flora e della fauna selvatica presenti.